# Ectropothecium kelungense
Ectropothecium kelungense là một loài Rêu trong họ Hypnaceae. Loài này được (Cardot) M. Fleisch. mô tả khoa học đầu tiên năm 1931.